# Feliks Gacek
Feliks Gacek (ur. 25 października 1893 w Woli Filipowskiej, zm. 6 marca 1915 pod Tłumaczem) – chorąży Legionów Polskich, kawaler Orderu Virtuti Militari.

## Życiorys
Urodził się w rodzinie Franciszka i Katarzyny z d. Pałka. Absolwent gimnazjum  św. Anny  w Krakowie (obecnie I Liceum Ogólnokształcące im. Bartłomieja Nowodworskiego). Następnie student medycyny na Uniwersytecie Jagiellońskim. Jako uczeń działał w skautingu, m.in. pełnił funkcję zastępcy drużynowego IV krakowskiej drużyny skautowej, a od 18 listopada 1913 r. członka Rady Drużynowych Krakowskich Drużyn Skautowych. 14 listopada 1913 r. wstąpił do Polowych Drużyn Sokoła. 
Od sierpnia 1914 w szeregach Legionów Polskich. Pełnił funkcję dowódcy plutonu w 3 batalionie, 5 kompanii 2 pułku piechoty.
Szczególnie odznaczył się w bitwie pod Mołotkowem, gdzie „walką wręcz wypierał przeciwnika z zabudowań tej miejscowości. Zginął pod Tłumaczem podczas osłaniania odwrotu wojsk austriackich”. Za tę postawę został odznaczony pośmiertnie Orderem Virtuti Militari.
Był kawalerem.

## Odznaczenia i ordery
- Krzyż Srebrny Orderu Wojskowego Virtuti Militari nr 7054 – pośmiertnie, 17 maja 1922[3] [1][4]
- Krzyż Niepodległości[1] – pośmiertnie